# Jelena Blanuša
Œuvres principales
- Pseudoton (2014)

Jelena Blanuša (en serbe cyrillique : Јелена Блануша ; née 1987 à Kikinda) est une poétesse serbe. En 2015, elle a reçu le prix Branko, décerné chaque année par l'Association des écrivains de Voïvodine à un poète de langue serbe de moins de trente ans pour son premier recueil de poésie avec Pseudoton,.

## Œuvres
- Peusdoton, 2014.

## Récompenses
- Prix Aladin Lukač, 2014.
- Prix Branko, 2015.